# Металлург-2 (футбольный клуб, Запорожье, 2018)
«Металлург-2» (укр. Металург-2) — украинский футбольный клуб, фарм-клуб МФК «Металлург» (Запорожье). Домашние матчи проводил на стадионе «Славутич-Арена»

## История
Молодёжная команда клуба была создана в 2018 году, вскоре, после дебюта основной команды «Металлурга» в профессиональных соревнованиях. В сезоне 2018/19 коллектив был заявлен для участия в юношеском чемпионате Украины, где под руководством тренера Ивана Богатыря команда стала 11-й. В следующем году клуб возглавил Вячеслав Тропин, а новый сезон (недоигранный из-за пандемии COVID-19) молодёжь «Металлурга» закончила на 7-м месте в турнирной таблице. В 2020 году команда, под названием «Металлург-2», впервые приняла участие в любительских чемпионате и кубке Украины. В 2022 году клуб был включён в состав участников второй лиги чемпионата Украины. Дебютную игру на профессиональном уровне резервисты «Металлурга» провели 4 сентября 2022 года, на домашнем стадионе сыграв вничью с киевским «Рубиконом» со счётом 2:2. Первый гол команды в профессиональных турнирах забил Никита Лапко. После первого круга сезона 2023/24, в связи с сокращением финансирования команда была расформирована